# Jugo
Jugo ili široko je svοjstven vjetar na Jadranskom moru jugoistočnoga do južnoga smjera, koji puše uglavnom ravnomjerno brzinom od 6 do 11 m/s (od 22 do 40 km/h), no katkad doseže i orkansku jačinu od 30 m/s (110 km/h). Ne nastupa naglo i puše jednolikom brzinom, najjači je na otvorenome moru, gdje stvara velike valove koji mogu ugroziti pa i onemogućiti brodski promet. Puše po nekoliko dana, češće u hladnome nego u toplome dijelu godine, u sklopu područja niskoga tlaka zraka (ciklona), koje se nalazi u zapadnome Sredozemlju ili na Jadranskom moru. Ljeti obično ne traje dulje od 3 dana, a zimi može potrajati i do 10 dana, a katkad uz manje prekide i do 3 tjedna.
Ciklonalno jugo (tamno jugo) vjetar je često popraćen niskim tamnosivim oblacima, visokom vlagom, obilnom kišom, a ponekad i grmljavinom.
Anticiklonalno jugo (suho jugo) vjetar je koji najčešće puše u proljeće i jesen, a popraćen je sunčanim vremenom ili malom naoblakom, ali bez vrućine i sparine.
Za puhanja juga pojavljuje se vremensko stanje južina, s visokom vlagom zraka, koje često nepovoljno djeluje na ljude.

## Općenito o jugu
Jugo je topli i vlažni vjetar, koji se javlja uz oblačno i kišovito vrijeme, a razvija visoke valove. Iako je najčešće u hladnim dijelovima godine, može puhati i ljeti. Na južnom Jadranu najčešće se javlja od početka jeseni pa do kraja zime, a na sjevernom od kraja zime do početka ljeta. Zimi jugo traje do devet dana, a katkada i do tri tjedna s prekidima, a ljeti u većini slučajeva ne duže od tri dana. Brzina puhanja juga se kreće od 10 m/s do 30 m/s i nikada ne zapuše iznenada, svoju snagu postiže tek nakon 24 do 36 sati puhanja, a olujnu jakost u pravilu postiže tijekom trećeg dana od početka puhanja. Češće i snažnije se pojavljuje na južnom Jadranu.

### Vrste juga
Razlikujemo dvije vrste juga:
- ciklonalno jugo (tamno jugo) nastaje kada se ciklona sa zapada približava Jadranu ili se ista razvije u Genovskom zaljevu ili u sjevernom Jadranu. Najčešće nastaje s razvojem sekundarnih ciklona u zavjetrini Alpa. Zbog te pojave jugo počinje najprije na sjevernom Jadranu, širi se prema srednjem i južnom i isto tako najprije prestaje puhati na sjevernom Jadranu. Jakost i smjer kretanja ciklone određuje kakvo će se jugo razviti. U većini slučajeva je to umjereno jaki do olujno jaki jugoistočni vjetar (ponekad puše i na udare - refule). Prati ga gusta i niska naoblaka s povremenim, često i jakim kišama.
- anticiklonalno jugo (suho jugo) nastaje pod utjecajem visokog atmosferskog tlaka nad istočnim dijelom Sredozemlja i djelovanjem ciklone na sjevernom dijelu Europe. Najčešće se javlja u proljeće i jesen. Nebo je vedro ili se pojave cirokumulusi ili altokumulusi iz smjera zapad - jugozapad. Nakon dan ili dva na sjevernom Jadranu raste naoblaka, oborina nema ili su rijetke, a atmosfera je vrlo mutna zbog povećanja količine čestica prašine iz pustinja Sjeverne Afrike i Azije. Temperatura zraka bude visoka, a zrak siromašan vlagom.

### Značajke uz jugo
- umjereni ili jaki jugoistočni vjetar
- dugački i debeli morski valovi bez šuma i pjene koji ponekad pristižu i prije samoga vjetra
- razmjerno topao zrak
- zrak je često i vlažan (vrijeme je sparno)
- kiša (javlja se uz ciklonalno jugo)
- biometeorološki uvjeti su nepovoljni za neke zdrave osobe i bolesnike
- jugoistočni se horizont zastire niskim oblacima koji se kasnije nagomilavaju oko vrhova brda i postupno prekriju sav viši dio kopna, zatim se i ostali dio neba prekrije gustim, niskim oblacima olovne boje, vidljivost je djelomično ograničena i razvijaju se sve veći valovi s jugoistoka (mrtvo more).
- kratko vrijeme prije najjačeg vjetra počinje jaka kiša, a atmosfera je sparna i zasićena vodenom parom. Oblaci tipa fraktonimbusa brzo prolaze i nestaju, a umjesto njih nebo se prekriva jednobojnim altostratusima ili nimbusima. S vjetrom se smanjuje količina oborina, a oblaci se brzo rasplinju, pri tome se često sasvim iznenada pokaže vedro nebo. Nakon toga slijedi promjenjivo, hladnije vrijeme, s umjereno jakim vjetrovima iz jugozapada do sjeverozapada. Barometar je još neko vrijeme nestalan, a zatim polagano raste.
- ako jugo jenjava, a u južnom Jadranu još traje i ako se jugo ne ponovi ili zapuše neki drugi vjetar, tada nastaje tzv. "trulo jugo" uz tišinu, mrtvo more, lagani porast temperature i zrak je sparniji nego za vrijeme juga. Kiša je obilna i nebo se ne razvedrava prije nego što se ne rasplinu inače nepomični oblaci.
- duž istočne jadranske obale jakom su jugu izloženi najviše Tršćanski zaljev, Kvarner i Kvarnerić, otvoreno more, i područje južno od Dubrovnika.

## Vjetrovi na Jadranu
Mnogi, osobito lokalni vjetrovi imaju svojstvena imena, od kojih su se neka kod nas sačuvala od davnine. Među poznatije vjetrove u primorju ubrajaju se bura, garbin, jugo, levant, maestral, oštro, pulenat, tramontana. Režim vjetra na nekome mjestu može se grafički prikazati s pomoću ruže vjetrova. Prema jakosti vjetrovi se nazivaju tišina (kad nema vjetra), lahor, povjetarac, slab vjetar, umjeren vjetar, jak vjetar, olujni vjetar, orkanski vjetar i orkan.
Najjači vjetrovi u Hrvatskoj su bura koja puše s kopna prema moru, iz pravca sjeveroistoka i jugo koje puše iz pravca jugoistoka. Bura uobičajeno traje 3 dana i karakteristično je da puše "na refule", to jest na mahove i osobito je jaka u podvelebitskom kanalu na području Senja, no i u Bakru dosiže i do 180 km/h.
Godine 1988. u Dubrovačkoj zračnoj luci izmjerena je vrijednost od 44,3 m/s (159,5 km/h), na Marjanu je 1994. izmjerena brzina bure od 48,5 m/s (174,6 km/h), u Novalji 1995. je izmjereno 39,9 m/s (143,9 km/h). Godine 1996. na Krčkom mostu izmjereno je 58,9 m/s (212 km/h), a 2002. u Makarskoj je zabilježeno 49,9 m/s (179,6 km/h). Najsnažniji udar bure u Hrvatskoj, izmjeren je 24. prosinca 2003., na autocesti A1, između tunela Sveti Rok i Maslenice, na vijaduktu Božići, jedan od rijetkih instrumenata za mjerenje brzine vjetra koji je uopće uspio neoštećen izdržati nalete vjetra, zabilježio je tada brzinu od 307 km/h, što je najveća ikad izmjerena brzina vjetra u Hrvatskoj. Zbog toga što taj mjerni instrument nije bio predviđen za tolike iznose (radi se o instrumentu tvrtke "VAISALA" Wind Set WA15), podatak se ne uzima kao službeni te kao službeno najjači udar vjetra iz NNE smjera u Hrvatskoj i dalje vrijedi onaj od 21. prosinca 1998. s Masleničkog mosta od 248 km/h (69,0 m/s).
Jugo uzrokuje valove koji "valjaju" i na plovilu se teže podnose od valova po buri. Uz pojam vjetra veže se i pojam nevera koji označava nevrijeme, odnosno vrijeme vrlo loše za boravak na moru. Za plovila su opasni i iznenadni neverini (kako i ime govori, manje i kraće nevere) koji kratkotrajno mogu dići neugodno visoke valove.

### Zmorac i burin
Zmorac ili smorac je slabi ljetni dnevni vjetar koji puše s mora na kopno u sustavu obalnoga kruženja zraka. Nastaje kada je najniži sloj zraka iznad mora hladniji od zraka nad kopnom. Na istočnoj obali Jadrana pojavljuje se poglavito u neporemećenim vremenskim uvjetima, i to ondje gdje otoci ne smetaju njegovu razvoju. Počinje kao slab jugoistočni vjetar u prijepodnevnim satima, zatim skreće na jug te jugozapad i predvečer se stišava kao sjeverozapadnjak. Najjači je u rano poslijepodne kada je temperaturna razlika kopna i mora najveća, te donosi osvježenje. Često ga se miješa s maestralom.
Burin ili kopnenjak (prema mlet. tal. borin, deminutiv od bora: bura) je slab ljetni vjetar koji puše noću i u prvom dijelu jutra od kopna prema moru u sustavu obalnoga kruženja zraka. Posljedica je bržeg hlađenja kopna, što uzrokuje da prizemni sloj zraka nad kopnom postane hladniji nego nad morem.

## Zanimljivosti
U Dubrovačkoj Republici zločini počinjeni za juga su se tretirali blaže zbog lošeg utjecaja juga na raspoloženje ljudi.[nedostaje izvor]

## Vanjske poveznice
|  | Zajednički poslužitelj ima još gradiva o temi Jugo |

- O jugu